# 2003년 일본 프로 야구 올스타전
2003년 일본 프로 야구 올스타전은 2003년 7월 15일과 7월 16일에 열린 일본 프로 야구의 올스타전 경기이다. 정식 명칭은 2003 산요 올스타 게임(2003 サンヨー オールスターゲーム, 2003 SANYO ALL STAR GAME).

## 개요
전년도 일본 시리즈 정상에 오른 요미우리 자이언츠의 하라 다쓰노리 감독이 센트럴 리그 올스타팀을 이끌었고 퍼시픽 리그 우승팀인 세이부 라이온스의 이하라 하루키 감독이 퍼시픽 리그 올스타팀을 지휘했다. 그해 올스타전은 시즌 전반기에서만 60승을 기록하면서 프로 야구의 화제를 독점했던 센트럴 올스타팀인 한신 타이거스 선수들의 활약이 빛나는 경기 내용이 됐다. 1차전에는 이가와 게이, 2차전에는 이라부 히데키가 선발 투수로서 센트럴 올스타팀을 패배없이 이끌었다. 2차전에서는 공격시에도 모두 한신 소속이던 조지 아리아스, 가네모토 도모아키가 승부를 결정짓는 홈런을 때려냈다. 한편 퍼시픽 올스타팀은 두 경기를 통해서 3개의 홈런을 날린 알렉스 카브레라(세이부)가 고군분투하는 활약을 보였다.
또한 그해에는 퍼시픽 리그 구단의 연고지에서만 두 경기가 열렸는데 오사카 돔에서의 1차전을 센트럴 올스타팀의 홈 경기로 취급했다. 1차전의 주관 구단은 오사카 긴테쓰 버펄로스였지만 ‘두 경기 개최 시의 홈팀은 센트럴·퍼시픽 각 한 경기로 한다’라고 2002년에 개정된 개최 사항을 근거로 오사카 돔(주로 한신·요미우리 주최)과 지바 마린 스타디움(주로 야쿠르트 주최)에서의 센트럴 리그 구단측 주최 경기의 개최 실적을 고려한 결과, 센트럴 리그의 주최 경기수가 많았던 오사카 돔에서의 경기가 센트럴 올스타팀의 홈 경기가 이뤄졌다. 따라서 한신이 주관하는 것은 아니기 때문에 한신 고시엔 구장 연간 지정석 구입자에게 1차전 개최 구장인 오사카 돔 입장권의 우선 판매도 이뤄지지 않았다.

## 출장 선수
그해에는 한신에서 팬 투표로 9명이 선출됐다. 이 사례는 한 구단에서 팬 투표에 의해 선출된 인원 수로는 역대 최고 기록이다.
| 센트럴 리그 | 센트럴 리그       | 센트럴 리그 | 센트럴 리그 |
| ----------- | ----------------- | ----------- | ----------- |
| 감독        | 하라 다쓰노리     | 요미우리    |             |
| 코치        | 와카마쓰 쓰토무   | 야쿠르트    |             |
| 코치        | 야마다 히사시     | 주니치      |             |
| 선발 투수   | 이가와 게이       | 한신        | 3           |
| 중간 계투   | 이와세 히토키     | 주니치      | 3           |
| 마무리 투수 | 다카쓰 신고       | 야쿠르트    | 5           |
| 투수        | 우에하라 고지     | 요미우리    | 5(1)        |
| 투수        | 기사누키 히로시   | 요미우리    | 첫 출장     |
| 투수        | 이가라시 료타     | 야쿠르트    | 3           |
| 투수        | 오치아이 에이지   | 주니치      | 2           |
| 투수        | 이라부 히데키     | 한신        | 4           |
| 투수        | 나가카와 가쓰히로 | 히로시마    | 첫 출장     |
| 투수        | 다카하시 겐       | 히로시마    | 3           |
| 포수        | 야노 아키히로     | 한신        | 3           |
| 포수        | 아베 신노스케     | 요미우리    | 첫 출장     |
| 포수        | 후루타 아쓰야     | 야쿠르트    | 14          |
| 1루수       | 히야마 신지로     | 한신        | 3           |
| 2루수       | 이마오카 마코토   | 한신        | 3           |
| 3루수       | G. 아리아스       | 한신        | 2           |
| 유격수      | 후지모토 아쓰시   | 한신        | 첫 출장     |
| 내야수      | 니오카 도모히로   | 요미우리    | 3           |
| 내야수      | 미야모토 신야     | 야쿠르트    | 2           |
| 내야수      | 스즈키 겐         | 야쿠르트    | 3           |
| 내야수      | 다쓰나미 가즈요시 | 주니치      | 10          |
| 내야수      | T. 우즈           | 요코하마    | 첫 출장     |
| 외야수      | 가네모토 도모아키 | 한신        | 6           |
| 외야수      | 아카호시 노리히로 | 한신        | 첫 출장     |
| 외야수      | 하마나카 오사무   | 한신        | 첫 출장     |
| 외야수      | 다카하시 요시노부 | 요미우리    | 6           |
| 외야수      | A. 라미레스       | 야쿠르트    | 2           |
| 외야수      | 후쿠도메 고스케   | 주니치      | 3           |
| 외야수      | 긴조 다쓰히코     | 요코하마    | 첫 출장     |

| 퍼시픽 리그 | 퍼시픽 리그         | 퍼시픽 리그 | 퍼시픽 리그 |
| ----------- | ------------------- | ----------- | ----------- |
| 감독        | 이하라 하루키       | 세이부      |             |
| 코치        | 나시다 마사타카     | 긴테쓰      |             |
| 코치        | 오 사다하루         | 다이에      |             |
| 선발 투수   | 마쓰자카 다이스케   | 세이부      | 5(1)        |
| 중간 계투   | 모리 신지           | 세이부      | 4           |
| 마무리 투수 | 고바야시 마사히데   | 지바 롯데   | 3           |
| 투수        | 도요다 기요시       | 세이부      | 4           |
| 투수        | 이와쿠마 히사시     | 긴테쓰      | 첫 출장     |
| 투수        | 요시다 도요히코     | 긴테쓰      | 4(1)        |
| 투수        | 시노하라 다카유키▲  | 다이에      | 2           |
| 투수        | 와다 쓰요시         | 다이에      | 첫 출장     |
| 투수        | 사이토 가즈미       | 다이에      | 첫 출장     |
| 투수        | 시미즈 나오유키     | 지바 롯데   | 첫 출장     |
| 투수        | N. 민치             | 지바 롯데   | 2           |
| 투수        | 요시자키 마사루     | 닛폰햄      | 첫 출장     |
| 포수        | 조지마 겐지         | 다이에      | 7(1)        |
| 포수        | 미와 다카시         | 오릭스      | 첫 출장     |
| 1루수       | A. 카브레라         | 세이부      | 3           |
| 2루수       | 이구치 다다히토     | 다이에      | 3           |
| 3루수       | 오가사와라 미치히로 | 닛폰햄      | 5           |
| 유격수      | 마쓰이 가즈오       | 세이부      | 7           |
| 내야수      | 다카기 히로유키     | 세이부      | 2           |
| 내야수      | 아베 마사히로       | 긴테쓰      | 첫 출장     |
| 내야수      | 마쓰나카 노부히코   | 다이에      | 4           |
| 내야수      | 고사카 마코토       | 지바 롯데   | 5           |
| 내야수      | 시오타니 가즈히코   | 오릭스      | 첫 출장     |
| 외야수      | T. 로즈             | 긴테쓰      | 7           |
| 외야수      | 다니 요시토모       | 오릭스      | 3           |
| 외야수      | 쓰보이 도모치카     | 닛폰햄      | 2           |
| 외야수      | 와다 가즈히로       | 세이부      | 첫 출장     |
| 외야수      | 무라마쓰 아리히토   | 다이에      | 2           |
| 지명타자    | 오미치 노리요시     | 다이에      | 2           |

- 굵은 글씨는 팬 투표로 선출된 선수, ▲는 출장 사퇴 선수 발생에 의한 보충 선수, 그 외에는 감독 추천에 의한 출장.
- 숫자는 출장 횟수, 괄호 안의 숫자는 상기 횟수 중 부상 때문에 출전하지 못한 횟수.

1. ↑  오른쪽 어깨 탈구로 인한 출전 포기.
2. ↑  팔꿈치 통증으로 인한 출전 포기, 대체할 선수로는 시노하라가 선출.

## 올스타전 경기 결과

### 1차전

#### 스코어
| 팀 | 1 | 2 | 3 | 4 | 5 | 6 | 7 | 8 | 9 | R | H  | E |
| 퍼시픽 | 0 | 0 | 1 | 0 | 1 | 2 | 0 | 0 | 0 | 4 | 9  | 0 |
| 센트럴 | 0 | 1 | 0 | 0 | 0 | 0 | 2 | 0 | 1 | 4 | 11 | 0 |
| 승리 투수: 없음 패전 투수: 없음 홈런: 퍼시픽 – 다니 요시토모(오릭스·3회 1점), 마쓰이 가즈오(세이부·5회 1점), 알렉스 카브레라(세이부·6회 2점) 센트럴 – 조지 아리아스(한신·2회 1점), 다카하시 요시노부(요미우리·7회 2점, 9회 1점) |   |   |   |   |   |   |   |   |   |   |    |   |

#### 출장 선수
| 퍼시픽 | 퍼시픽 | 퍼시픽              |
| 타순   | 수비   | 선수                |
| ------ | ------ | ------------------- |
| 1      | (유)   | 마쓰이 가즈오       |
| 2      | (三)   | 오가사와라 미치히로 |
| 3      | (좌)   | T. 로즈             |
| 4      | (一)   | A. 카브레라         |
| 5      | (포)   | 조지마 겐지         |
| 6      | (지)   | 와다 가즈히로       |
| 7      | (二)   | 이구치 다다히토     |
| 8      | (우)   | 쓰보이 도모치카     |
| 9      | (중)   | 다니 요시토모       |
|        | (투)   | 이와쿠마 히사시     |

| 센트럴 | 센트럴 | 센트럴            |
| 타순   | 수비   | 선수              |
| ------ | ------ | ----------------- |
| 1      | (二)   | 이마오카 마코토   |
| 2      | (유)   | 니오카 도모히로   |
| 3      | (좌)   | 가네모토 도모아키 |
| 4      | (지)   | A. 라미레스       |
| 5      | (三)   | G. 아리아스       |
| 6      | (우)   | 후쿠도메 고스케   |
| 7      | (一)   | 히야마 신지로     |
| 8      | (포)   | 야노 아키히로     |
| 9      | (중)   | 아카호시 노리히로 |
|        | (투)   | 이가와 게이       |

#### 수상 선수
MVP
- 다카하시 요시노부(요미우리)

### 2차전

#### 스코어
| 팀 | 1 | 2 | 3 | 4 | 5 | 6 | 7 | 8 | 9 | R | H  | E |
| 센트럴 | 1 | 0 | 1 | 0 | 1 | 1 | 1 | 0 | 0 | 5 | 10 | 1 |
| 퍼시픽 | 0 | 0 | 0 | 1 | 0 | 2 | 0 | 0 | 0 | 3 | 8  | 0 |
| 승리 투수: 이라부 히데키(한신) 패전 투수: 시미즈 나오유키(지바 롯데) 세이브: 다카쓰 신고(야쿠르트) 홈런: 센트럴 – 가네모토 도모아키(한신·1회 1점, 3회 1점), 조지 아리아스(한신·6회 1점) 퍼시픽 – 알렉스 카브레라(세이부·4회 1점, 6회 1점), 오가사와라 미치히로(닛폰햄·6회 1점) |   |   |   |   |   |   |   |   |   |   |    |   |

#### 출장 선수
| 센트럴 | 센트럴 | 센트럴            |
| 타순   | 수비   | 선수              |
| ------ | ------ | ----------------- |
| 1      | (二)   | 이마오카 마코토   |
| 2      | (三)   | 다쓰나미 가즈요시 |
| 3      | (좌)   | 가네모토 도모아키 |
| 4      | (지)   | A. 라미레스       |
| 5      | (우)   | 다카하시 요시노부 |
| 6      | (一)   | G. 아리아스       |
| 7      | (중)   | 히야마 신지로     |
| 8      | (포)   | 후루타 아쓰야     |
| 9      | (유)   | 후지모토 아쓰시   |
|        | (투)   | 이라부 히데키     |

| 퍼시픽 | 퍼시픽 | 퍼시픽              |
| 타순   | 수비   | 선수                |
| ------ | ------ | ------------------- |
| 1      | (중)   | 무라마쓰 아리히토   |
| 2      | (三)   | 오가사와라 미치히로 |
| 3      | (지)   | T. 로즈             |
| 4      | (一)   | A. 카브레라         |
| 5      | (포)   | 조지마 겐지         |
| 6      | (좌)   | 와다 가즈히로       |
| 7      | (우)   | 쓰보이 도모치카     |
| 8      | (二)   | 이구치 다다히토     |
| 9      | (유)   | 고사카 마코토       |
|        | (투)   | 시미즈 나오유키     |

#### 수상 선수
MVP
- 가네모토 도모아키(한신)

## 같이 보기
- 일본 프로 야구 올스타전
- 일본 야구 기구(주최)
- 산요 전기(특별 협찬)
- 가와사키 마쓰리 - 가와사키 겐지로에게 대량의 몰표를 벌인 일련의 소동